# Zikronapina
Zikronapina – organiczny związek chemiczny, badany pod kątem przydatności jako lek przeciwpsychotyczny. Badania leku zostały przerwane przez firmę Lundbeck w 2014 roku.

## Mechanizm działania
Zikronapina jest antagonistą receptorów dopaminergicznych D2 i D1 i receptorów serotoninowych 5-HT2A.

## Skuteczność
Badania kliniczne II fazy potwierdziły skuteczność zikronapiny w leczeniu objawów schizofrenii w porównaniu z placebo.